# King Gizzard & the Lizard Wizard
King Gizzard & the Lizard Wizard je australská rocková kapela vzniklá roku 2010 v Melbourne. Členy kapely jsou Stu Mackenzie, Lucas Harwood, Ambrose Kenny-Smith, Cook Craig, Joey Walker a Michael Cavanagh. Kapela je známá pro svá energická živá vystoupení a plodnou nahrávací produkci: od roku 2012 vydala dvacet šest plnohodnotných studiových alb. Počáteční tvorba King Gizzard & the Lizard Wizard se nese v duchu surf rocku, garage rocku a psychedelického rocku, zatímco poslední alba vykazují širší záběr vlivu a zahrnují prvky filmové hudby, progresivního rocku, folku, jazzu, soulu a heavy metalu.

## Vznik
Všichni členové kapely vyrostli a chodili do škol v oblasti Deniliquin, Melbourne a Geelong. Kapela začala jako skupina přátel, kteří spolu jamovali, než je jeden z jejich společných kamarádů požádal, aby zahráli na živo. Jméno kapely vzniklo na poslední chvíli. Mackenzie chtěl, aby se kapela jmenovala „Gizzard Gizzard“, zatímco jiný člen kapely chtěl použít přezdívku Jima Morrisona „Lizard King“. Nakonec došli ke kompromisu s názvem „King Gizzard and the Lizard Wizard“. Umělec Jason Galea vytvořil všechny přebaly alb a většinu z jejich hudebních klipů.[zdroj?]

## Členové

### Současní
- Stu Mackenzie - zpěv, kytary, klávesy, flétna, baskytara, perkuse, sitár, klavír, varhany, housle, klarinet, saxofon, zurna, bicí, lesní roh, xylofon, vibrafon, nahrávání, mixování, produkce
- Ambrose Kenny-Smith - zpěv, harmoniky, klávesy, perkuse, klavír, saxofon, kytara, varhany
- Joey Walker - kytara, zpěv, baskytara, klávesy, klavír, setár, kontrabas, perkuse, sitár, omnichord
- Cook Craig - kytara, baskytara, klavír, klávesy, perkuse, klarinet, flétna, sitár, kontrabas, zpěv
- Lucas Harwood - baskytara, klavír, klávesy, perkuse, zpěv
- Michael Cavanagh - bicí, perkuse, zpěv

### Dřívější
- Eric Moore - bicí, manažer, zpěv, theremin, klávesy, perkuse (2010-2020)

## Diskografie

### Alba
- 12 Bar Bruise (2012)
- Eyes Like the Sky (2013)
- Float Along – Fill Your Lungs (2013)
- Oddments (2014)
- I'm in Your Mind Fuzz (2014)
- Quarters! (2015)
- Paper Mâché Dream Balloon (2015)
- Nonagon Infinity (2016)
- Flying Microtonal Banana (2017)
- Murder of the Universe (2017)
- Sketches of Brunswick East (with Mild High Club, 2017)
- Polygondwanaland (2017)
- Gumboot Soup (2017)
- Fishing for Fishies (2019)
- Infest the Rats' Nest (2019)
- K.G. (2020)
- L.W. (2021)
- Butterfly 3000 (2021)
- Made in Timeland (2022)
- Omnium Gatherum (2022)
- Ice, Death, Planets, Lungs, Mushrooms and Lava (2022)
- Laminated Denim (2022)
- Changes (2022)
- PetroDragonic Apocalypse; or, Dawn of Eternal Night: An Annihilation of Planet Earth and the Beginning of Merciless Damnation (2023)
- The Silver Cord (2023)
- Flight b741 (2024)